# Proteína de suero de leche aislada
Un aislado de proteína de suero de leche (en inglés: whey isolate) es un suplemento dietético y un ingrediente alimenticio creado por la separación de los componentes del suero de leche. El suero es un subproducto del proceso de fabricación del queso. El suero se puede procesar para obtener la proteína de suero de leche en tres formas: concentrada (concentrate), aislada (isolate), e hidrolizada (hydrolysate). La diferencia entre las formas de proteína de suero es la composición del producto, en particular el contenido de proteína. El suero aislado contiene el mayor porcentaje de proteína pura y puede ser lo suficientemente puro para estar virtualmente libre de lactosa, libre de carbohidratos, libre de grasa y libre de colesterol.
Las proteínas del suero son altamente biodisponibles, se absorben muy rápidamente en el cuerpo, y tienen una alta concentración de aminoácidos de cadena ramificada (BCAA) que están muy concentrados en el tejido muscular, y se utilizan para alimentar los músculos y estimular la síntesis de proteínas.